# Số điện thoại khẩn cấp
Mạng chuyển mạch điện thoại công cộng (PSTN) của nhiều quốc gia sử dụng một số điện thoại khẩn cấp, còn gọi số điện thoại khẩn cấp phổ thông hay đôi khi số dịch vụ khẩn cấp, để cho người gọi liên lạc với những dịch vụ khẩn cấp địa phương. Mỗi quốc gia có một số điện thoại khẩn cấp khác. Nó thường có ba chữ số để cho người ta dễ nhớ và bấm nhanh được. Một số quốc gia sử dụng hơn một số khẩn cấp riêng, tùy dịch vụ cần gọi đến; nhiều khi những số này chỉ khác nhau vào chữ số cuối cùng.

## Số khẩn cấp và điện thoại di động
Có thể sử dụng điện thoại di động trong nhiều quốc gia có nhiều số khẩn cấp khác nhau. Tuy nhiên, người đi du lịch không cần biết các số khẩn cấp của địa phương, tại vì điện thoại và thẻ SIM đã chứa sẵn các số khẩn cấp. Khi người dùng muốn gọi cho dịch vụ khẩn cấp theo số thường dùng trong điện thoại GSM, cuộc gọi khẩn cấp đặc biệt xảy ra để thay thế. Số thật không được gửi trên mạng, nhưng mạng cứ chuyển tiếp cuộc gọi khẩn cấp tới văn phòng khẩn cấp địa phương. Phần nhiều điện thoại di động GSM vẫn gọi được số khẩn cấp ngay cả khi bàn phím của điện thoại đang khóa, điện thoại không có thẻ SIM, hay số khẩn cấp được bấm vào thay vì số số nhận dạng cá nhân (PIN).
Phần nhiều điện thoại di động GSM luôn nhận ra 112 và 911 là số khẩn cấp định ra trước. Thẻ SIM do nhà điều hành mạng cung cấp có thể chứa thêm số khẩn cấp của quốc gia; vẫn có thể sử dụng các số này ngoài nước. Mạng GSM cũng có thể cập nhật danh sách số khẩn cấp phổ biến lúc khi điện thoại kết nối với nó.
Nên sử dụng số khẩn cấp chuẩn của điện thoại GSM như 112 thay vì một số khác, tại vì các điện thoại và mạng GSM ưu tiên các cuộc gọi khẩn cấp. Người nào gọi số khẩn cấp không được nhận có thể bị điện thoại từ chối chuyển vùng (roam) qua mạng khác, dẫn đến nguy hiểm nếu không có truy cập "mạng nhà" được. Gọi số khẩn cấp chuẩn như 112 mới bắt điện thoại phải kết nối đến bất cứ mạng nào.
Trên một số mạng, có thể sử dụng điện thoại GSM không thiếu thẻ SIM để gọi khẩn cấp, và phần nhiều điện thoại GSM nhận nhiều số khẩn cấp hơn mặc dù thiếu thẻ SIM, như là 112, 911 118, 119, 000, 110, 08, và 999. Tuy nhiên, một số mạng GSM không nhận cuộc gọi của điện thoại thiếu thẻ SIM, hoặc ngoài đó cũng bắt phải có tín dụng trên thẻ SIM. Thí dụ thường vẫn cần SIM để gọi khẩn cấp trên các mạng GSM tại Mĩ Latinh và các mạng tại Vương quốc Anh. Ngoài ra, các điện thoại GSM bán tại một số quốc gia như Singapore không nhận số khẩn cấp 112 nếu chưa có thẻ SIM.
Tại Hoa Kỳ, Ủy ban Truyền thông Liên bang (FCC) bắt các mạng phải gửi các cuộc gọi 9-1-1 của điện thoại di động hay điện thoại trả tiền tới trung tâm dịch vụ khẩn cấp, kể cả những điện thoại chưa bao giờ có tài khoản và các điện thoại không còn có tài khoản. Bởi vậy có những dự án tặng điện thoại di động cũ cho những nạn nhân bị bạo hành trong gia đình và những người khác hay cần dịch vụ khẩn cấp.
Các điện thoại di động gây ra thêm vấn đề cho nhà điều hành dịch vụ khẩn cấp, tại vì nhiều điện thoại cho phép gọi số khẩn cấp trong khi bàn phím bị khóa. Vì người ta thường giữ điện thoại di động trong túy hay bóp, các phím có thể bị bấm tình cờ và số khẩn cấp sẽ được gọi bất ngờ. Tại Vương quốc Anh đã sáng lập một hệ thống để kết nối những người gọi nhưng không nói đến hệ thống tự động, vậy để dành thêm người trả lời cho những khẩn cấp thật.

## Cách thiết lập và hoạt động
Số điện thoại khẩn cấp là một ngoại lệ trong kế hoạch số điện thoại quốc gia. Ngày xưa, những cuộc gọi cho số khẩn cấp được gửi trên mạch điện riêng. Với sự xuất hiện của các tổng đài điện tử, những cuộc gọi này nhiều khi chạy theo mạch điện thường, nhưng vẫn truy cập được những mạch riêng. Nhiều khi do cách thiết lập hệ thống, khi nào người ta gọi số điện thoại khẩn cấp, văn phòng khẩn cấp phải trả lời nó. Mặc dù người gọi cúp điện thoại, có thể là dây nói vẫn còn bận cho đến khi dịch vụ khẩn cấp nhặt và cúp điện thoại.
Cuộc gọi khẩn cấp có thể có điện thoại viên hay nhân viên báo động dịch vụ khẩn cấp (emergency service dispatcher) trả lời. Người nghe sẽ xác định loại khẩn cấp (cảnh sát, cứu hỏa, y tế). Nếu điện thoại viên là người nghe, họ chuyển tiếp cuộc gọi tới dịch vụ khẩn cấp đúng. Nếu người gọi cần hơn một dịch vụ khẩn cấp, người nghe xác định dịch vụ cần thiết nhất, sau đó cũng gọi những dịch vụ khác.
Những nhân viên báo động dịch vụ khẩn cấp đã tập biết cách điều khiển cuộc gọi để giúp đỡ người gọi một cách thích hợp. Người nghe có thể cần chỉ bảo về điều cấp bách trong những trường hợp nguy hiểm đến tính mạng. Nhiều khi nhân viên báo động đã học cách chỉ người ta cấp cứu hay thực hiện hô hấp nhân tạo (CPR).
Ở nhiều vùng trên thế giới, dịch vụ khẩn cấp có thể nhận ra số điện thoại của người gọi. Hệ thống của công ty điện thoại để tính tiền gọi thường được sử dụng, do vậy số vẫn xuất hiện dù mà người gọi có số không ghi trong niên giám (unlisted) hay chặn tính năng caller ID (nhận dạng người gọi). Nếu gọi từ một điện thoại viễn thông cá nhân, điện thoại thường được đăng ký dùng một địa chỉ nhất định, cho biết vị trí của người gọi. Tuy nhiên, các điện thoại di động và điện thoại của công ty nhiều khi chỉ được đăng ký dùng hộp thư bưu điện thay vì địa chỉ thật. Những hệ thống "nâng cao" mới nhất, như là Enhanced 911, có khả năng cho biết vị trí thật của điện thoại di động. Luật quốc gia thường bắt phải có tính năng này.